# Monterrubio de la Demanda
Monterrubio de la Demanda est une commune d'Espagne dans la communauté autonome de Castille-et-León, province de Burgos. Elle s'étend sur 15,11 km2 et comptait environ 70 habitants en 2011.